# ماري سوزان مكينتوش
ماري سوزان مكينتوش (بالإنجليزية: Mary Susan McIntosh)‏ هي عالمة اجتماع بريطانية، ولدت في 13 مارس 1936 في هامبستاد في المملكة المتحدة، وتوفيت في 5 يناير 2013 في ساحة الملكة (لندن) في المملكة المتحدة.